# Hugues Obry
Hugues Cédric Marcel Obry (ur. 19 maja 1973 w Enghien-les-Bains) – francuski szermierz, szpadzista, trzykrotny medalista olimpijski i wielokrotny medalista mistrzostw świata.
Podczas igrzysk olimpijskich w Sydney w 2000 roku reprezentacja Francji w składzie: Jean-François Di Martino, Hugues Obry i Éric Srecki zdobyła drużynowo srebrny medal. Na tej samej imprezie Obry zajął także drugie miejsce w rywalizacji indywidualnej, przegrywając w finale z Rosjaninem Pawłem Kołobkowem 12:15. Na rozgrywanych cztery lata później igrzyskach olimpijskich w Atenach wspólnie z Érikiem Boisse, Fabrice'em Jeannetem i Jérôme'em Jeannetem zwyciężył w zawodach drużynowych. Indywidualnie zajął tym razem 20. pozycję.
Na mistrzostwach świata w Hadze w 1995 roku zdobył srebrny medal w zawodach drużynowych. W tej samej konkurencji Francuzi z Obrym w składzie zdobyli także złote medale podczas mistrzostw świata w Seulu (1999) i mistrzostw świata w Lizbonie (2002), kolejny srebrny na mistrzostwach świata w Chaux-de-Fonds (1998) oraz brązowy na mistrzostwach świata w Nîmes (2001). Na MŚ 1998 wywalczył ponadto złoty medal indywidualnie, pokonując w finale reprezentującego Szwecję Pétera Vánky'ego. 
Kilkukrotnie zdobywał medale mistrzostw kontynentu, w tym złote: indywidualnie na mistrzostwach Europy w Płowdiwie (1998) oraz drużynowo podczas mistrzostw Europy w Bourges (2003).